# Риттенхауз (лунный кратер)
Кратер Риттенхауз (лат. Rittenhouse) — крупный ударный кратер в южной приполярной области обратной стороны Луны. Название присвоено в честь американского астронома, изобретателя, математика, часовщика Дэвида Риттенхауса (1732—1796) и утверждено Международным астрономическим союзом в 1970 г. 

## Описание кратера
Кратер Риттенхауз расположен в толще пород восточной части внешнего склона вала огромного кратера Шрёдингер. Другими ближайшими соседями кратера являются кратер Хэйл на западе; кратер Векслер на северо-западе; кратер Сикорский на севере и кратер Гансвиндт на юге. На севере от кратера располагается долина Шрёдингера. Селенографические координаты центра кратера 74°15′ ю. ш. 107°04′ в. д. / 74,25° ю. ш. 107,07° в. д., диаметр 27,5 км, глубина 1,9 км.
Кратер имеет ромбовидную форму и практически не разрушен. Вал с четко очерченной острой кромкой и гладким внутренним склоном с высоким альбедо. Высота вала над окружающей местностью достигает 870 м, объем кратера составляет приблизительно 440 км³. Дно чаши пересеченное, небольшой центральный пик несколько смещен к западу от центра чаши.

## Сателлитные кратеры
Отсутствуют.